# 祭車

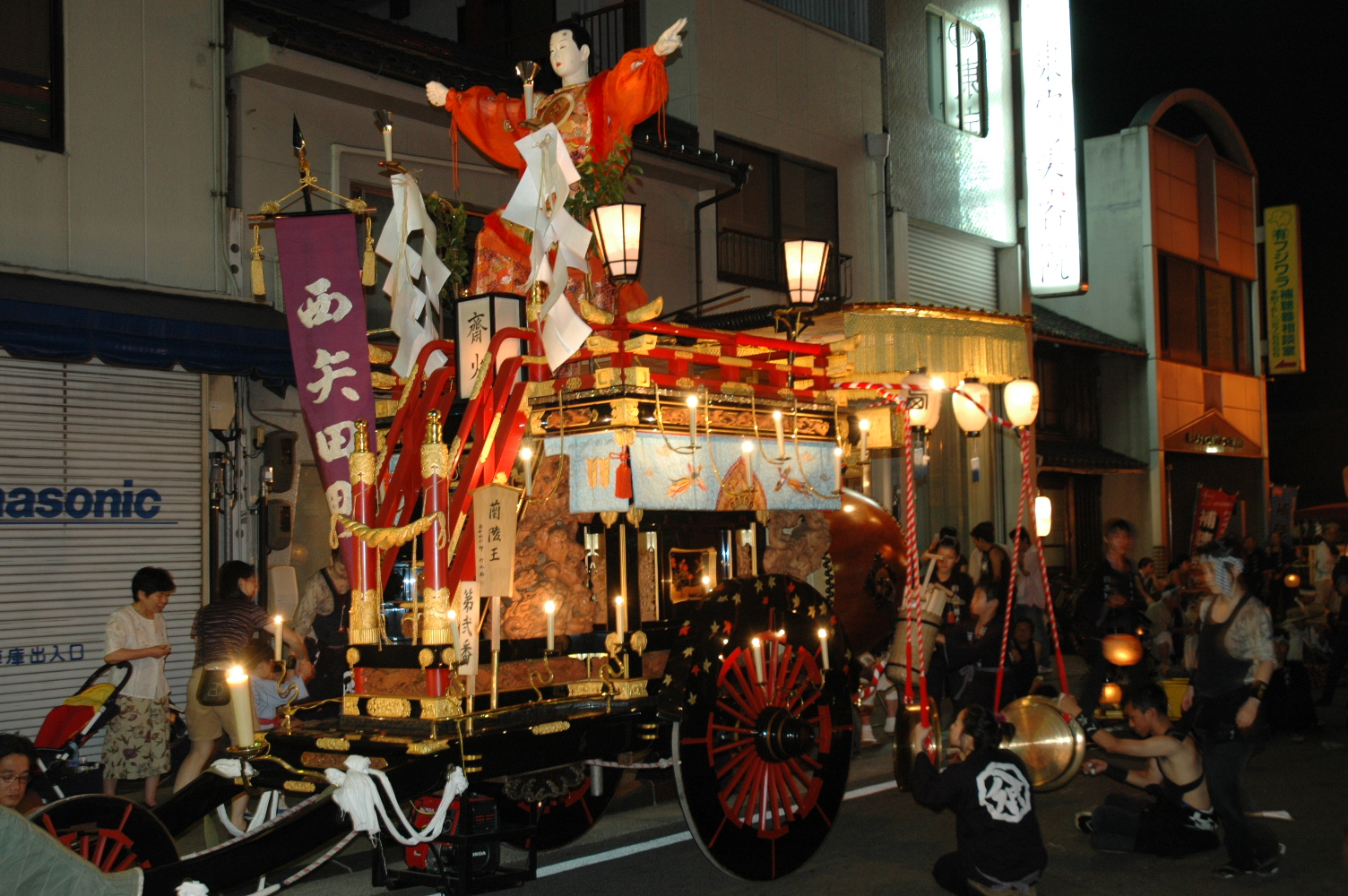
石取祭の祭車

祭車（さいしゃ）は、三重県桑名市を中心に伊勢湾北部に分布する石取祭で引き回される山車。
三輪（前一輪、後二輪、御所車）形式で、車輪を繋ぐ轅の後方上部に四本柱で構成する枠台を載せ、その枠台の前方に階段を付し、枠台上部に提燈（十二張）や人形などの飾りを立て、枠台後方に鉦・太鼓の楽器を据え、その楽器の保護に天幕を設けた独特の山車形式をいう。

## 特異性

### 概論
祭りの特異性から他の祭りの山車とは異なる点が随所に見られる。祭車の後部側面に4〜6丁の鉦を吊るし後部正面に二尺三寸〜三尺の太鼓を設置しこれらを各町内毎の拍子に合わせて演奏しながら練り歩く。
祭車はあくまでも鉦鼓の台車であり他の祭りの太鼓臺のように枠台の上に乗って演奏するものではない。
枠台の上での演奏を否定したことにより太鼓の叩き手を主役として残りの全ての人が脇役となる特異な形態の祭りとなっている。
そのほか、夜間が主となる祭のため暗い所で見せることを念頭に祭車装飾が行われている。

### 小型山車
近隣の祭りの山車と比較すると最高でも九尺弱とかなり小型である。後部に吊るされた太鼓を地面に立って叩くこと、山形十二張で高さを確保したこと等から祭車本体を必要以上に大型化することがなかった。
また戦前は東海道と美濃街道、宮通－本町筋を除けば高々二間程度の道幅であったため大型化が阻害されたと見ることもできる。

### 階段
祭車正面に階段が設置されている。本来の目的は昇降手段であるが現在は神様が昇るための階段とされ注連縄を張る。一部の町を除いて人は使用しない。当初、祭車そのものが小型であったため、内部（奈落と呼ばれる）に昇降手段を確保できなかった。そのため正面に階段が設置された。
戦後に再建された祭車では大型化したため奈落を通って上部に昇ることも可能であるが、戦前の祭車では正面の階段以外に枠台上部へのアクセス手段が無いものもある。

### 三輪山車
御所車形式の三輪山車である。轅のことを鬼木／男荷木（おにぎ）と呼び前方を絞って下に曲げる。また車輪のことを破魔（はま）と呼ぶ。
江戸時代中期は枠台の上に造り物を置き、4輪が主流であった。その後引き回しの簡便さを求めて3輪に変化した。
鉦鼓の演奏が主となる祭のために祭車の引き回しには通常人足を雇う。引き回しに技術的要素、見どころは全く無い。近年は前破魔に補助輪を付けて運行する町もある。

### 山形十二張

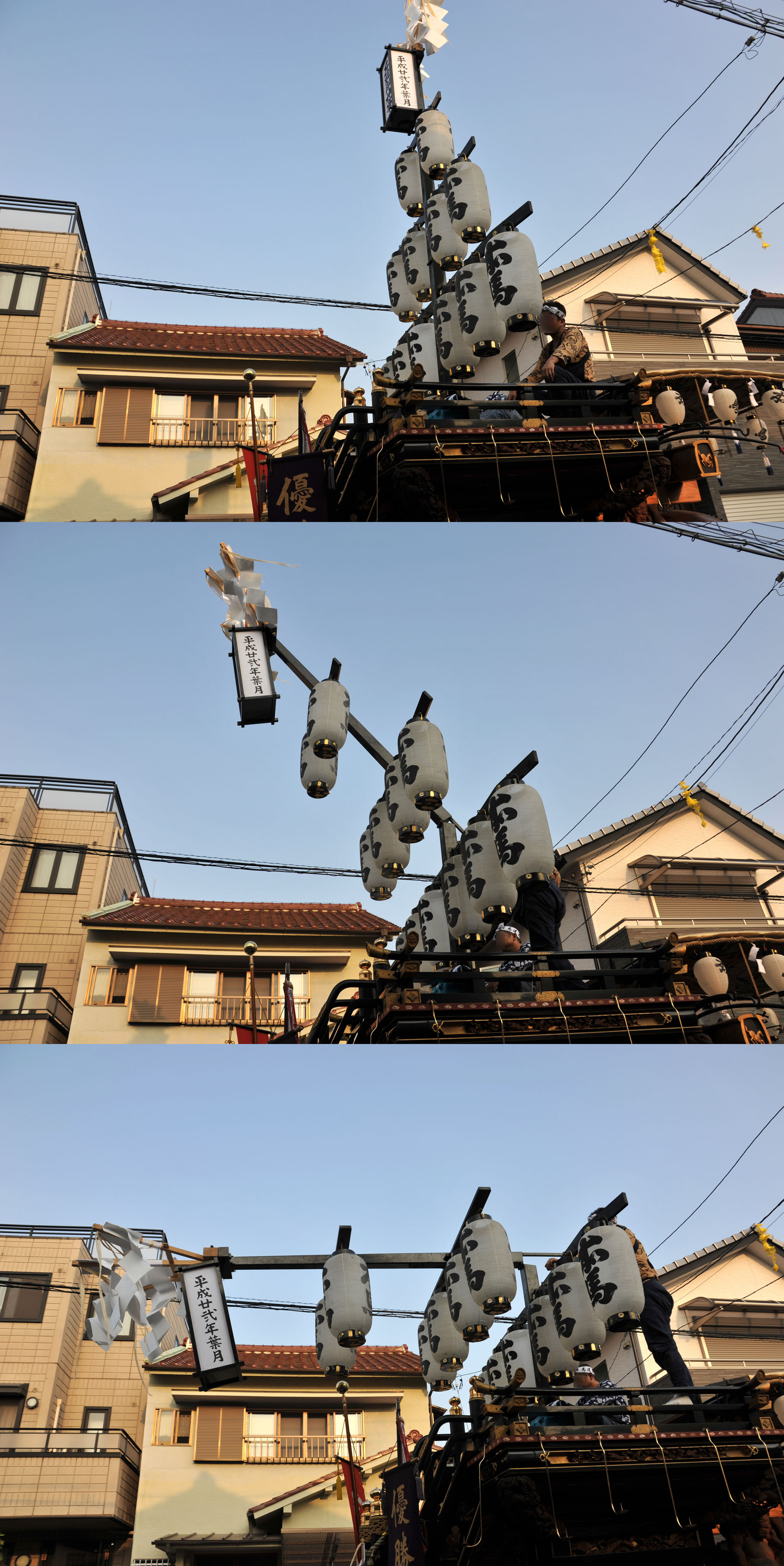
ちょうつがい構造による祭車真柱の折れ曲がりの様子

6、4、2の提燈の上部に行燈（万燈と呼ぶ）を付ける。江戸時代中期に主流であった造り物は次第に山形十二張の提燈に変化し、当初、一本物の真柱であったものが、明治42年に電線が張り巡らされたことで1段目と2段目の間で折り曲げるようになった。電線が張り巡らされたことで造り物への復古があったようである。堤原の神功皇后はこの時のものである。
造り物については焼け残った町が2ヶ町、戦前の再生が2ヶ町、戦後の新造が2ヶ町の計6ヶ町である。
山形十二張については丸提燈が2ヶ町、高張提燈が35ヶ町である。また15ヶ町が薄張を使用する。真柱に面皮柱を使用する町が23ヶ町ある。　平成24年に宮北が薄張12張を新調したため薄張使用町内は16ヶ町となった。

### 勾欄
勾欄が大型である。高々九尺の祭車の勾欄としてはかなり大きい。これは他の祭りの勾欄が装飾目的以外に転落防止のフェンスの役割を果たすのに対し、石取祭では山形操作の為の足場としての役割を果たすためとの説がある。

### 天幕
もともとは楽器の保護、日よけのための簡素な幕であったものが跳ね上げ機構を取り入れることで見送幕の役割も担うようになり次第に豪華になってきたと考えられる。
天幕下を照らすため、及び跳ね上げ時に天幕を照らすため回りに7〜9張の提燈を吊るす。幕に直接提燈等の照明手段を付けることは他の祭りではあまり見られない。

### 夜間照明
夜間照明として山車の周りに提燈を付けるのが普通であるが、石取の場合は山形十二張があるため蝋燭をそのまま祭車の回りに設置して夜間照明としてきた。燭台等も夕刻になってから取り付けるのでは無く昼間の祭車飾り付けの際に初めから取り付ける。よって昼夜による祭車装飾の変化は無い。
戦後になり電球を導入してバッテリー、発電機などが使用されるようになってきたが照明器具は蝋燭を模したものが主流である。なお電燈ではなくオイル、アルコール等の燃料を使った模擬蝋燭を使用する町もある。